# Sapho puella
Sapho puella – gatunek ważki z rodziny świteziankowatych (Calopterygidae).